# ミラクルマン (プロレスラー)
ミラクルマン（1967年12月8日 - ）は、日本の覆面レスラー。

## 経歴
- 2001年1月、大阪プロレスに入団。
- 1月21日、大阪プロレスamHALL大会で車輪虎吉とタッグを組んで対怪獣Zマンドラ&怪獣キングマンドラ組戦でデビュー。
- 2011年1月9日、TAKAみちのくがミラクルマンの正体が南条隼人であることを明かす。
- 2013年4月20日、大阪プロレスを退団。

## 得意技
ミラクルツイスター
スカイツイスタープレスと同型。
ミラクルトルネード
トルナド・デ・アカプルコと同型。コーナー最上段から体を270度前方回転するようにジャンプして回転途中で体を左方向へと180度錐揉み回転して仰向けになった相手の上に腹部から落下する。
ミラクルハリケーン
ハリケーンドライバーと同型。
ミラクルスパイラル
キークラッシャー'99と同型。
ミラクルドライバー
ミラクルストレッチ
裏STFと同型。
ミラクルストレッチ57号
ミラクルストレッチ69号
ミラクルストレッチ950号
ミラクルストレッチ1225号

## 入場曲
- LEGEND OF MIRACLE

## タイトル歴
- 大阪プロレスバトルロイヤル王座
- 大阪プロレスお笑い王座
- 天保山グランプリ王座
- OSW認定覆面世界一王座

## 兜王ビートル
兜王ビートル（かぶとおうビードル）は、永井豪がデザインした日本の覆面レスラー。

### 経歴
- 2004年8月28日、大阪プロレスフェスティバルゲート大会の対大王QUALLT戦でデビュー。

### 得意技
サイクロン・オブ・ビードル
ハリケーンドライバーと同型。
ドライブ・オブ・ビードル
SDAと同型。

### 入場曲
- いざ行け!ビートル（サイキックラバー）

### タイトル歴
- MWF認定世界ジュニアヘビー級王座

### 映画出演
- 兜王ビートル（2005年） - 本人役